# BBC 노스웨스트
BBC 노스웨스트 (BBC North West)는 체셔 주, 그레이터맨체스터, 랭커셔 주, 머지사이드 주, 노스요크셔 주 (크레이븐 서부) 웨스트요크셔 주 (월스덴), 더비셔 주 (하이피크 서부), 컴브리아 주 (배로인퍼니스구와 사우스레이클랜드), 맨섬을 대상으로 한 BBC 잉글랜드 지방 방송이다.
노스웨스트는 1980년대 후반까지 나머지 컴브리아 지역까지도 포괄하고 자체 지역 텔레비전 뉴스 방송까지 진행했지만, 지역내 높은 시청 수요로 인해 BBC 노스이스트 소속으로 이관됐다. 현재 해당 컴브리아 지역은 BBC 노스 지국 소속이며 샐퍼드쿼이스의 미디어시티UK에서 보내는 방송을 수신받고 있다.

## 방송

### 텔레비전
BBC 노스웨스트는 지역 텔레비전 뉴스, 시사 프로와 스포츠 프로를 방송하며 야간 뉴스 프로그램인 <노스웨스트 투나잇>을 필두로, 낮시간대 뉴스 단신 프로그램 <노스웨스트 투데이>와, <BBC 브렉퍼스트> 시간에 내보내는 자체 뉴스방송으로 이뤄져 있다.
뉴스가 아닌 프로그램으로는 화제 보도 프로그램인 <인사이드 아웃>과, <선데이 폴리틱스> 및 늦은밤 축구소식 프로그램 <레이트 킥 오프> 시간에 내보내는 20분짜리 자체방송이 있다. BBC 요크셔 리즈 스튜디오에서 PDI 미디어가 제작하는 럭비 리그경기 하이라이트 프로그램인 <슈퍼 리그 쇼>도 노스웨스트 지역 시청자들에게 방송된다.

### 라디오
BBC 노스웨스트는 BBC 라디오 랭커셔, BBC 라디오 맨체스터, BBC 라디오 머지사이드를 총괄한다.
라디오 맨체스터는 하루 24시간 방송되며 라디오 머지사이드와 라디오 랭커셔는 평일 오전 5시~오전 1시, 주말에는 랭커셔가 오전 6시~자정 12시, 머지사이드가 오전 6시~새벽 1시에 방송된다. 세 방송국은 매 저녁마다 <BBC 뉴스 인 더 노스웨스트>만 방송하고, 여기서 라디오 맨체스터와 라디오 랭커셔는 평일 늦은 오후 쇼프로와 일요일 저녁의 아시아 소수민족 대상 프로그램인 <인더스>를 추가로 내보낸다.

### 온라인과 상호 방송
BBC 노스이스트 컴브리아는 BBC 레드 버튼에 지방 뉴스와 지역 라디오 페이지, 그리고 각 주와 맨섬 전용 'BBC 로컬 뉴스' 웹사이트도 제공하고 있다.

## 역사

### 라디오
노스웨스트 지역방송은 BBC가 리버풀 소재 라디오 기지국인 2LY를 개국한 뒤 2년이 지난 1922년 11월, 맨체스터의 라디오 기지국 2ZY을 개국하면서 시작됐다. 당시 맨체스터 지국은 리즈 (2LS), 헐 (6KH), 노팅엄 (5NG), 스토크온트렌트 (6ST)에 송출국을 두고 2ZY 방송을 내보내며 노스오브잉글랜드 지역과 미들랜즈 북부 지역을 전부 담당했다. 초창기에는 올드트래퍼드에 있는 메트로폴리탄-비커스 전파공작소 (Metropolitan-Vickers electricity works)에서 이뤄졌다.
런던에서 BBC 내셔널 프로그램 방송을 개시하자 맨체스터 지국 방송은 BBC 리저널 프로그램으로 옮겨갔고, 1929년에는 피카딜리 가든스 분수 앞에 위치한 전용 스튜디오 복합단지인 브로드캐스팅 하우스에서 방송 운영을 시작했다. 1936년 3월에는 맨체스터에 본부를 둔 노던 라디오 서비스가 리스너거베이에 송신소를 신축하면서 북아일랜드를 대상으로 방송을 개시했다 (단, 추가 자체 지역방송도 진행). 1년 후에는 스태그쇼 송신소도 완공되면서 노스이스트 컴브리아 지역 청취자들에게 기본 전국방송에서 자체방송으로 전환해 내보낼 수 있게 되었다.
제2차 세계 대전이 끝나고 리저널 라디오 서비스가 재개되자 BBC 홈 서비스 북부방송에 맨체스터발 프로그램을 내보내기 시작했고, 1963년 1월까지 북아일랜드를 대상으로 방송됐다. 1967년 11월 22일에는 리버풀에 BBC 라디오 머지사이드 설립과 동시에 노스웨스트 지역에 BBC 로컬 라디오 방송이 시작됐고, 그 뒤를 이어 1970년 9월 10일에는 BBC 라디오 맨체스터, 1971년 1월 6일에는 BBC 라디오 블랙번 (이후 BBC 라디오 랭커셔로 재출범)이 개국했다.
현지 라디오 방송 확대로 현 BBC 라디오 4의 지역 라디오 프로그램 (홈모스 송신소에서 보내는 노스웨스트와 요크셔 지역 대상 방송)도 점차 줄어들었다. 라디오 4의 마지막 지역 프로그램은 이른 저녁 뉴스 프로그램으로 1980년 9월 12일 금요일에 방송됐다. 노스웨스트 대상 지역 프로그램은 나중에 BBC 로컬 라디오 방송에서 저녁과 늦은밤 시간대에 모습을 보이게 되었다.
한편 맨섬 지역에는 BBC 전국 라디오 방송은 있으나 BBC가 지역을 대상으로 한 라디오 방송은 진행한 적이 없다. 맨섬의 현지 라디오 방송은 맹크스 라디오와 에너지 FM 등 맨섬 내에 자리한 방송국에서 맡고 있다.

### 텔레비전
1957년 9월 BBC가 일일 지역 텔레비전 뉴스 방송을 개시했을 때, 초창기 북부 잉글랜드 전역에서는 맨체스터에서 내보내는 방송 하나로만 만족해야 했다. 같은해 9월 30일에는 짧은 뉴스 단신 프로인 <뉴스 프롬 더 노스>가 현재의 노스웨스트, 요크셔-노스미들랜즈, 이스트요스셔-링컨셔, 노스이스트-컴브리아 지역에 방송되기 시작했다.
2년 후 노스이스트 컴브리아 지역에 자체 지역 뉴스 단신이 방송되면서, 노스웨스트와 요크셔 링컨셔 지역에도 지역 대상 자체방송에 다시 초점이 모아졌다. 1962년부터는 뉴스 단신 프로그램이 20분짜리 보도 프로그램으로 확대됐고 이름도 <노스 앳 식스>로 바뀌었다. 지금의 노스웨스트 방송권역은 1968년 3월 25일 요크셔, 링컨셔, 노스미들랜즈 지역을 대상으로 한 리즈발 별도 <룩 노스> 프로그램이 시작되면서 첫모습을 갖추게 되었다.
1976년 4월 5일부터 1980년 9월 12일까지 BBC 노스웨스트는 BBC1의 평일 저녁 프로그램 시간에 지역별 막간 프로와 아나운서들을 이용해 지역방송을 했다. 또 1980년에는 맨체스터발 <룩 노스> 프로그램이 바로 이웃한 요크셔 지역 시청자들에게 혼란을 주지 않도록 <룩 노스웨스트>로 이름을 바꿨다. 이 지역 텔레비전 뉴스는 맨체스터 피카딜리에 있는 구 BBC 브로드캐스팅 하우스에서 진행하다가 1981년 5월 18일 옥스퍼드 로에 위치한 신 브로드캐스팅 하우스로 이전했다. 1984년 9월 3일에는 현재의 제목인 <노스웨스트 투나잇>으로 이름을 바꿨다. 1986년부터 1989년까지 BBC 노스웨스트는 예전에 뉴캐슬발 <룩 노스>가 방송되던 컴브리아 지역을 맡게 되었고, 지역을 대상으로 자체 뉴스를 점심 시간대에 컬드백 송신소를 통해 내보냈다. 그러나 시청자들의 항의로 인해 컴브리아 지역 뉴스 방송은 뉴캐슬발 <룩 노스>로 되돌아가게 되었다.
30여년간 뉴 브로드캐스팅 하우스에서 방송을 진행한 끝에, BBC 노스웨스트 텔레비전은 2011년 11월 28일 샐퍼드쿼이스에 있는 미디어시티UK로 본부를 이전하고 방송을 개시했고 지금까지 이어지고 있다.

## 스튜디오
1929년부터 1981년까지 BBC의 맨체스터 거점 방송 운영은 대부분 맨체스터 도심 내 피카딜리 가든스 지구에 자리한 브로드캐스팅 하우스에서 이뤄졌다. 브로스캐스팅 하우스는 1층에 있던 은행으로부터 BBC가 임대받아 사용해 왔으며, 맨체스터발 지역 라디오 방송과 네트워크 라디오 방송 진행을 맡은 중앙 총괄국이 되었다.
1954년 러셤 디큰슨 로에 있던 옛 감리교회 건물이 BBC의 첫 맨체스터 소재 텔레비전 스튜디오가 되었다. 원래는 맨커니언 필름사에서 매입해 용도를 바꿨다가 다시 BBC에게 매각한 것이었다. 디큰슨 로의 방송국은 멘체스터발 네트워크 방송 제작소의 중심지가 되었는데, <탑 오브 더 팝스>나 <어 퀘스천 오브 스포츠> 같은 장수 시리즈 프로그램들이 초창기에 이곳에서 제작되기도 했다. BBC의 북부 외곽 지역 대상 방송기지국은 롱사이트에 있는 또다른 옛 교회 건물로 대신했다. 그러는 한편 지역 텔레비전 뉴스와 보도가 1957년부터 시작했는데, 처음엔 디큰슨 로의 지하실 건물에서 진행하다 곧이어 맨체스터 피카딜리 가든스에 있는 브로드캐스팅 하우스로 자리를 옮겼다.
이후 네트워크급과 지역급을 모두 아우르는 라디오•텔레비전 방송 스튜디오와, BBC 노던 심포니 오케스트라 (BBC 필하모닉의 전신) 전용 리허설 공간 (스튜디오 7)이 들어설 새로운 방송국 사옥의 건설이 1967년부터 계획되기 시작했다. 이렇게 해서 옥스퍼드 로에 들어선 뉴 브로드캐스팅 하우스는 1975년 7월부터 방송을 개시했고, 그와 동시에 딕슨 로에서 이뤄지던 네트워크 텔레비전 방송 제작도 더욱 넓어진 스튜디오 A 건물로 자리를 옮기게 되었다. 스튜디오 B가 그 뒤를 이어 1981년 5월 완공되어 지역 텔레비전 뉴스 (<룩 노스웨스트>와 <노스웨스트 투나잇>) 스튜디오로 사용되기 시작, BBC는 52년간 이어온 피카딜리 스튜디오 시대를 마감하게 되었다.
2000년부터는 스튜디오 A에서 정기 프로그램 제작을 하지 않게 되었다. 한편 BBC는 ITV 그라나다와 함께 공동 방송시설 기업인 스리식스티미디어를 출범시켜, 양쪽 방송 인력이 BBC의 옥스퍼드 로드 스튜디오와 그라나다의 쿼이 스트리트 복합단지의 스튜디오 장비들을 공유해 사용할 수 있도록 했다. 그 결과 스튜디오 A는 2005년 임대 모집 형식으로 다시 문을 열었고 초창기에는 <라이프 온 마스>를 비롯한 드라마 제작용으로 쓰이게 되었다.
2011년 가을 BBC 노스웨스트는 샐퍼드쿼이스에 자리한 새로운 스튜디오로 자리를 옮겼다. 새 조성단지에는 BBC 칠드런스, BBC 스포츠, BBC 라디오 5 라이브, BBC 브렉퍼스트, BBC 러닝, BBC 퓨처미디어를 비롯해 기존에 뉴 브로드캐스팅에 있던 모든 부서들이 입주하게 되었다. 이전 과정에서 기존에 쓰던 뉴 브로드캐스팅 하우스는 2011년 4월 리얼리티 에스테이트 사에 1000만 파운드의 거래금으로 매각됐다.
BBC 노스웨스트는 총괄 본부 외에도 다수의 로컬 라디오 기지국, 리버풀과 블랙번에 보도국 사무소, 체스터에 지역국을 두고 있다.

## 같이 보기
- BBC 잉글리시 리전스